# Shepenupet I
Shepenupet I var en prästinna och prinsessa under Egyptens tjugotredje dynasti.  Hon efterträdde Karomama Meritmut, och efterträddes av Amenirdis I. 
Hon var Amons översteprästinna i Thebe, med titlarna Guds Maka till Amon och Gudomlig Avguderska till Amon, från 754 till 714 f.Kr., och den första i denna ställning som också regerade regionen runt Tebe som regerande drottning, något som efter henne blev sed.